# Nuits blanches sur la jetée
Pour plus de détails, voir Fiche technique et Distribution.
Nuits blanches sur la jetée est un film français réalisé par Paul Vecchiali, sorti en 2015, inspiré de la nouvelle Les Nuits blanches de Dostoïevski.

## Synopsis
Un homme se promène une nuit sur la jetée d'un port du Midi de la France et rencontre une jeune femme qui attend l'homme de sa vie. Quatre nuits de discussions et de confidences vont leur faire découvrir l'amour…

## Fiche technique
- Titre : Nuits blanches sur la jetée
- Réalisation : Paul Vecchiali
- Scénario : Paul Vecchiali, d'après la nouvelle de Fiodor Dostoïevski
- Photographie : Philippe Bottiglione
- Son : Francis Bonfanti et Éric Rozier
- Décors : Paul Vecchiali
- Montage : Vincent Commaret et Paul Vecchiali
- Musique : Catherine Vincent
- Société de production : Dialectik
- Pays d'origine :  France
- Durée : 94 minutes
- Date de sortie : France - 28 janvier 2015

## Distribution
- Astrid Adverbe
- Pascal Cervo
- Geneviève Montaigu
- Paul Vecchiali